# Ancudia chepu
Ancudia chepu är en mångfotingart som beskrevs av Shear 1988. Ancudia chepu ingår i släktet Ancudia och familjen Eudigonidae. Inga underarter finns listade i Catalogue of Life.